# Micrófono parabólico

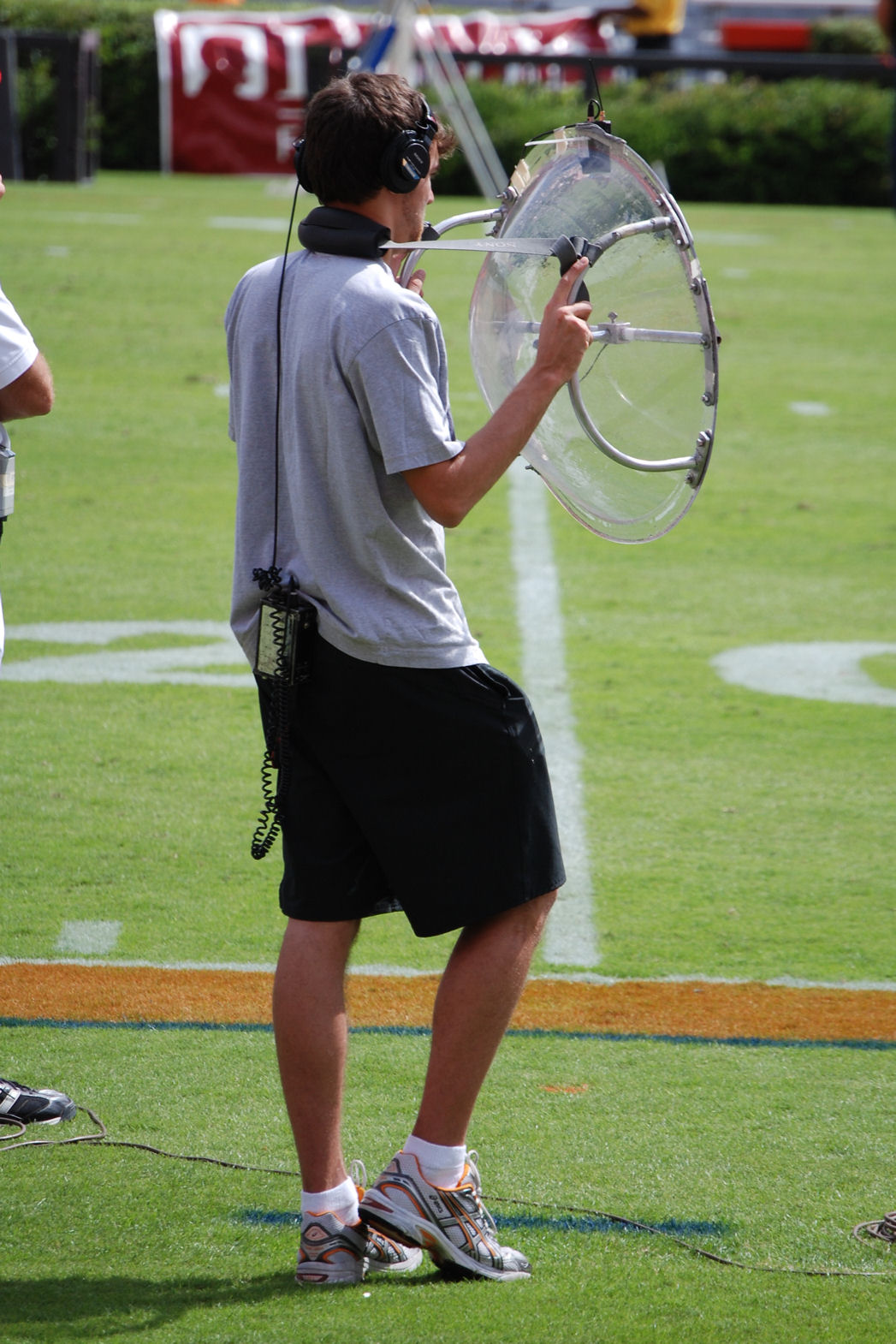
Micrófono parabólico utilizado en un juego de fútbol americano universitario

El reflector paraboloide del micro tiene un diámetro de entre 0,5 y 1 metro y es en su foco donde se coloca un micrófono direccional (generalmente, un cardioide de gran sensibilidad). El sonido llega a la cápsula microfónica tras reflejarse en la parábola.
El mayor inconveniente de los reflectores paraboloides es que, a pesar de su gran sensibilidad, resultan ineficaces ante frecuencias inferiores a 300 Hz. Es el diámetro del paraboloide lo que determina la mínima frecuencia a la que puede funcionar. Estos micros generan ganancias de en torno a 15 dB, pero la curva de respuesta cae en los graves, porque, a diferencia del micrófono de interferencia, en lugar de rechazar el sonido que no está en el eje principal; lo que hace es concentrar las ondas sonoras, por lo que colorean el sonido resultante.
Los micros parabólicos aumentan la sensibilidad una media de 20 dB y presentan la mayor direccionalidad, estando su ángulo preferente entre los 10° a 40º.
Los microfónos parabólicos no son una elección muy común, pero resultan muy útiles para captar sonidos a larga distancia. Grandes eventos deportivos, documentales, espionaje..etc.